# Гильом II де Виллардуэн
Гильом II Виллардуэн (фр. Guillaume II de Villehardouin; после 1208, Каламата — 1 мая 1278, Андравида)— правитель Ахейского княжества с 1246 года.

## Биография

### Правление
Второй сын Жоффруа I де Виллардуэн и Елизаветы де Шапп. После смерти отца стал шателеном Каламаты. В 1246 году провозглашён преемником брата, став третьим князем Ахейским из рода Виллардуэнов.
Во времена правления Гильомаа считалось, что в Ахайе говорят на таком же хорошем французском, как в Париже. Известно, что сам Гильом писал стихи. Стены его дворца украшали фрески с изображениями рыцарских подвигов, а при дворе часто устраивались турниры и охоты. С помощью морского флота венецианцев захватил Монемвасию и построил крепость Мистра для защиты равнины Спарта.
На Кипре в мае 1249 года присоединился к Седьмому крестовому походу короля Франции Людовика IX Святого.
Вторгся на остров Эвбея в 1256 году и захватил Негропонте. Гильом вторгся в Афины в 1258 году и победил коалицию Ги Афинского на перевале горы Kaруди.
Вступил в союз с Манфредом Сицилийским и деспотом Эпира Михаилом II для похода против Никейской империи. Но севастократор Иоанн Палеолог разбил войска союзников в долине Пелагония осенью 1259 года и Гильом был взят в плен. Он был освобожден в 1262 году, принеся оммаж императору Михаилу VIII и уступив ему города Монемвасия, Мистра и Майна.
После возвращения в Морею он нарушил клятву верности, данную Михаилу и спровоцировал византийцев на войну. Гильому удалось победить византийскую армию при Принице (1263) и при Макри-Плаги (1264). Надеясь получить поддержку против Византии, он поклялся в верности уже королю Сицилии Карлу I Анжуйскому в Витербо 24 мая 1267 года и обручил свою третью дочь Изабеллу с его сыном Филиппом.
После смерти Гильома в 1278 году княжество Ахайя перешло под власть короля Сицилии, который назначал бальи княжества. Такое положение дел продолжалось до 1289 года, когда дочь Гильома Изабелла была восстановлена в правах наследницы Ахайи во втором браке.

### Браки и дети
1-й брак с 1239 года с неизвестной дочерью Наржо де Туси и его безымянной первой жены, внучки короля Франции Людовика VII Молодого.
Дети:
- Симона де Виллардуэн (ум. 1265); муж (с 1255 года) — сеньор Эвбеи Гульельмо I Веронский (второй брак; погиб в битве в 1268).
- Маргарита де Виллардуэн (1240 — 25 января 1242)

2-й брак (с 1246 года) — Каринтана делла Карчери (до 1220—1255), дочь венецианца Ризардо делла Карчери, владевшая северной третью острова Эвбея. Брак был бездетный.
3-й брак (с 1258 года) — Анна Комнина Дукиня (ум. 4 января 1286), дочь деспота Эпира Михаила II Комнина Дуки Ангела и Феодоры Петралифы. В качестве приданого Гильом II получил замок Ликония.
По словам летописца «Хроники Мореи», Анна была «прекрасна, как вторая Елена Менелая». Третья супруга Гильома приняла в католичестве имя Агнесса.
Дети:
- Изабелла де Виллардуэн (1260/63 — 23 января 1312, Голландия), княгиня Ахейская, титулярная королева Фессалоник. В 1289 году провозглашена княгиней Ахайи братом первого мужа, королём Сицилии Карлом II Анжуйским, и правила совместно со вторым мужем.
  - 1-й муж (с 1271 года) — князь Ахейский Филипп Анжуйский (1256 — 1 января 1277). Он был популярен среди французских баронов княжества.
  - 2-й муж (с 1289 года) — сир де Брейн-ле-Конт и Эл в Эно Флорис де Эно (1255—1297). Он был коннетаблем Сицилии и генеральным викарием Корфу в 1289—1290 годах. Правление Флориса в Ахайе было отмечено периодом стабильности после заключения им семилетнего перемирия с византийцами Мистры.
  - 3-й муж (с 1301 года; развод в 1307 году) — князь Пьемонта Филипп I Савойский. На правах супруга Изабеллы был провозглашён князем Ахейским и получил Коринф. Его правление было отмечено деспотизмом. Карл II Сицилийский сверг его 5 июля 1306 года.
- Маргарита де Виллардуэн (1266—1315). Пыталась претендовать на княжество Ахайя после смерти старшей сестры, но была арестована и умерла в заключении.
  - 1-й муж (с 1294 года) — Изнар де Сабран (ум. 1297).
  - 2-й муж (с 1299 года) — граф Кефалинии и Закинфа Риккардо Орсини (убит в 1304).